# 朱由𰘱
泰安王朱由（？—17世紀），明朝德藩第四代泰安王，泰安端懿王朱厚燌之玄孫，鎮國將軍朱載𡍨之曾孫。

## 生平
嘉靖三十九年（1560年），德藩第三代泰安王朱載𡎻去世，無子，封爵被廢除。朱由不知於何年紹封泰安王。
崇禎十七年（1644年）三月李自成攻陷北京後，派部將佔領濟南府，德王朱慈𤆝被俘，不知所終。大順軍隊西撤後，由朱由暫時管理德府事。順治元年（1644年）七月初四日，清朝招撫山東河南官員戶部右侍郎王鰲永進駐濟南府。初五日，朱由率領嘉祥王長子朱慈⿱艹炤、清平王長子朱慈、寧海王長子朱由㭦、臨朐王長子朱由𬃉、清平鎮國將軍長子朱慈𰱘、臨朐輔國將軍次子朱常𰰻、臨朐奉國將軍長子朱由、泰安奉國將軍長子朱由𭹊等德藩各支宗室奉表歸降清廷。後事不詳。